# Margarita Fabini
Margarita Fabini Russell (24 de enero de 1901, Montevideo, 9 de noviembre de 1992, ídem.) fue una escultora uruguaya, cuya obra, especialmente en bustos de personalidades de la época, están integrados en el paisaje urbano.

## Contexto histórico
Sobrina del reconocido músico uruguayo Eduardo Fabini, fue criada en un ambiente artístico, apoyada por su familia en la vocación de escultora que sintió desde niña.
En el contexto histórico en que la artista se desarrolló, los pedidos de obras eran tan importantes como las exposiciones realizadas. El proceso creador en el taller era objeto de seguimiento por parte de los críticos de arte y publicado en la prensa especializada, de manera que existía un productivo intercambio entre los artistas que se celebraban mutuamente, modelándose y pintándose, de manera que ha quedado un registro importante de esa época.
Uno de los bustos realizados por Margarita Fabini representa a la poetisa Juana de Ibarbourou, quien, al ver la obra en el estudio del barrio Carrasco, susurró: ¡Parece una Minerva de veinte años! La escultora dice que este retrato de Juana la representa con "algo de diosa pagana, pero con rasgos de madurez"

## Formación y reconocimientos
Estudió escultura con el profesor Antonio Pena, en la Escuela Industrial y en el Círculo Fomento  de   Bellas  Artes, al mismo tiempo que actuó como profesora en la Universidad de Mujeres.
Expuso sus obras en los Salones de Primavera organizados por dicho Círculo. Recibió menciones en salones nacionales y en el Primer Salón del Litoral de Artes Plásticas.
Obtuvo el primer premio en el Primer Salón Nacional de Bellas Artes en 1937, participó en varios Salones y expuso individualmente en la Asociación Cristiana de Jóvenes.

## Obra
Presenta una manifiesta vocación por el retrato y los lugares elegidos para el emplazamiento de sus obras muestran el grado de valoración de los mismos. Por ejemplo, el busto del filósofo Carlos Vaz Ferreira en la Biblioteca Nacional, de Eduardo Fabini en la plaza que lleva su nombre, en el barrio Malvín, del presidente de la República Baltasar Brum en la Casa del Partido Colorado, del político y periodista César Batlle Pacheco, de la artista y crítica Amalia Polleri, del presidente del club deportivo Defensor Sporting Luis Franzini, en la plazoleta del mismo nombre, entre otros.
Sus obras integran el acervo del Museo Nacional de Artes Visuales
En 2015, en el Museo Blanes, se presentó la muestra “Escultores uruguayos de los siglos XIX y XX. La figura Humana”, donde están presentes obras de la artista.

## Vida privada
Estuvo casada con Carlos Salvador Camou Hourquebie.